# Шанкар, Анушка
Анушка Шанкар (англ. Anoushka Shankar, хинди अनुष्का शंकर, бенг. অনুস্কা শঙ্কর; род. 9 июня 1981) — британско-индийская ситаристка, дочь легендарного музыканта Рави Шанкара и Суканьи Раджан. Является единокровной сестрой Норы Джонс.

## Личная жизнь
С 2010 года по 2018 год была замужем за режиссёром Джо Райтом. 22 февраля 2011 года родила сына, Зубина Шанкара Райта, а в 2015 году родила второго сына Мохана Шанкара Райта.
Анушка Шанкар — веган и активная защитница прав животных.

## Дискография

### Студийные альбомы
- Anoushka (1998)
- Anourag (2000)
- Rise[6] (2005)
- Rise Remixes (2006)
- Breathing Under Water (2007)
- Traveller (2011)
- Traces of You (2013)

### Концертные и сборники
- Full Circle: Carnegie Hall 2000 (2000)
- Live at Carnegie Hall (2001)
- Concert for George (2003)
- Healing the Divide: A Concert for Peace and Reconciliation (2007)
- Live in Concert at the Nehru Park, New Delhi (2005)